# Monte Davidoff
Monte Davidoff (Glendale, 1956) è un informatico statunitense noto soprattutto per aver partecipato alla scrittura del linguaggio di programmazione Altair BASIC.
Dopo il diploma alla Nicolet High School di Glendale, Wisconsin (1974), ha frequentato la Harvard University, dove ha seguito il corso di matematica e si è laureato nel 1978.
Davidoff ha lavorato per diverse aziende, fra cui Honeywell Information Systems (sul progetto Multics), Tandem Computers, Ready Systems e Stratus Computer. Dal 2000 svolge l'attività di consulente con una propria società, la Alluvial Software.

## L'Altair BASIC
Mentre frequentava l'università di Harvard, Davidoff conobbe Bill Gates. A quel tempo Gates e Paul Allen stavano sviluppando un interprete BASIC per Micro Instrumentation and Telemetry Systems (MITS). Date le sue conoscenze matematiche, Davidoff fu assunto dalla Microsoft, la software house fondata da Gates e Allen, per scrivere le funzioni di calcolo in virgola mobile del linguaggio che successivamente fu messo in commercio come Altair BASIC.